# 倫敦交通局
倫敦運輸局（英語：Transport for London，縮寫：TfL）是負責管理英國大倫敦地區大眾運輸系統的地方政府機關，其主要角色是將運輸政策或者計畫付諸執行，並且管理在倫敦的運輸服務。

## 管理
倫敦運輸局是由其董事会管理掌控，董事会的成員則是由倫敦市長指定，該董事局主席一職目前由簡世德擔任。倫敦運輸局專員（安迪，比福（Andy Byford）自2015年1月18日起擔任）負責向董事會報告，並領導一個管理團隊。

## 歷史
倫敦運輸局根據1999年大倫敦政府法令（Greater London Authority Act 1999），在2000年以大倫敦政府轄下單位的身分成立。在2000年成立之初，TfL接收了前任單位倫敦區域運輸局（London Regional Transport）大部份的管轄範圍。但直到2003年，在與民營維護商簽訂爭議性的公私營合作（Public–private partnership，PPP）合約之後，倫敦運輸局才正式接管倫敦地鐵。而計程車的管理則曾經是倫敦警察廳的職權範圍。

## 組織
倫敦運輸局旗下有三個主要單位，每個單位負責管理不同的運輸工具，這三個主要單位分別是：
- 倫敦地下鐵，負責營運倫敦的地下鐵路系統，通常稱為「the tube」（管子之意），此外也負責管理與監督民間機構提供的維護服務。這個單位旗下又分為三個服務子單位：
  - BCV：貝克盧線、中央線、維多利亞線以及滑鐵盧及城市線。
  - JNP：朱比利線、北線以及皮卡迪利線。
  - SSR（淺層路線鐵路，Sub Surface Railway）：大都會線、區域線、環線和漢默史密斯及城市線。
- 倫敦（地上）鐵路，負責以下業務：
  - 與提供倫敦地區國家鐵路網服務的營運商協調合作。
  - 倫敦地上鐵：从全国铁路收购运营权、服務倫敦市區与郊区的通勤鐵路系統。
  - 碼頭區輕便鐵路：通常簡稱「DLR」，是位於東倫敦區域的自動駕駛輕軌運輸系統。但實際上的營運和維護是由民營機構負責。
  - 倫敦電車，負責管理由民營企業簽約營運的倫敦有軌電車路線。目前僅有位於倫敦南部的“電車連線”，但有其他路線正在規劃中。
  - 伊丽莎白线：由原交通局铁路与新建横贯铁路合并而成的快速通勤铁路服务。
- 路面運輸，包括：
  - 倫敦巴士，負責管理倫敦內的紅色巴士路線，大部份是由民間的私人巴士公司營運。
  - 倫敦身障叫車服務，提供身障交通車輛服務。
  - 倫敦游船服務，負責協調和發送執照給泰晤士河上的旅客運輸服務商。
  - 倫敦街道，負責管理倫敦的街道。
  - 倫敦交通擁擠稅。
  - 倫敦計程車，負責管理著名的黑色計程車以及私人出租車。
  - 維多利亞巴士總站，倫敦交通局擁有並經營倫敦最大的遠距巴士車站。
  - 優秀自行車中心（Cycling Centre of Excellence），在倫敦推廣騎乘自行車。
  - 提供更好的人行道
  - 倫敦道路安全小組（London Road Safety Unit），透過廣告推廣用路安全，並測量道路的安全指數。

## 倫敦運輸博物館
倫敦運輸局擁有並經營位於高雲花園的倫敦運輸博物館，其中保存並展示倫敦許多與運輸相關的文物。此外，博物館也在阿克頓（Acton）有一間倉庫，存放無法在倫敦市中心博物館中展示的物品，包括許多路面車輛、火車、標誌收藏和廣告文宣。倉庫會在每一年的數個週末開放。在大都會線上偶爾會有古老的列車運行。

## 資料來源

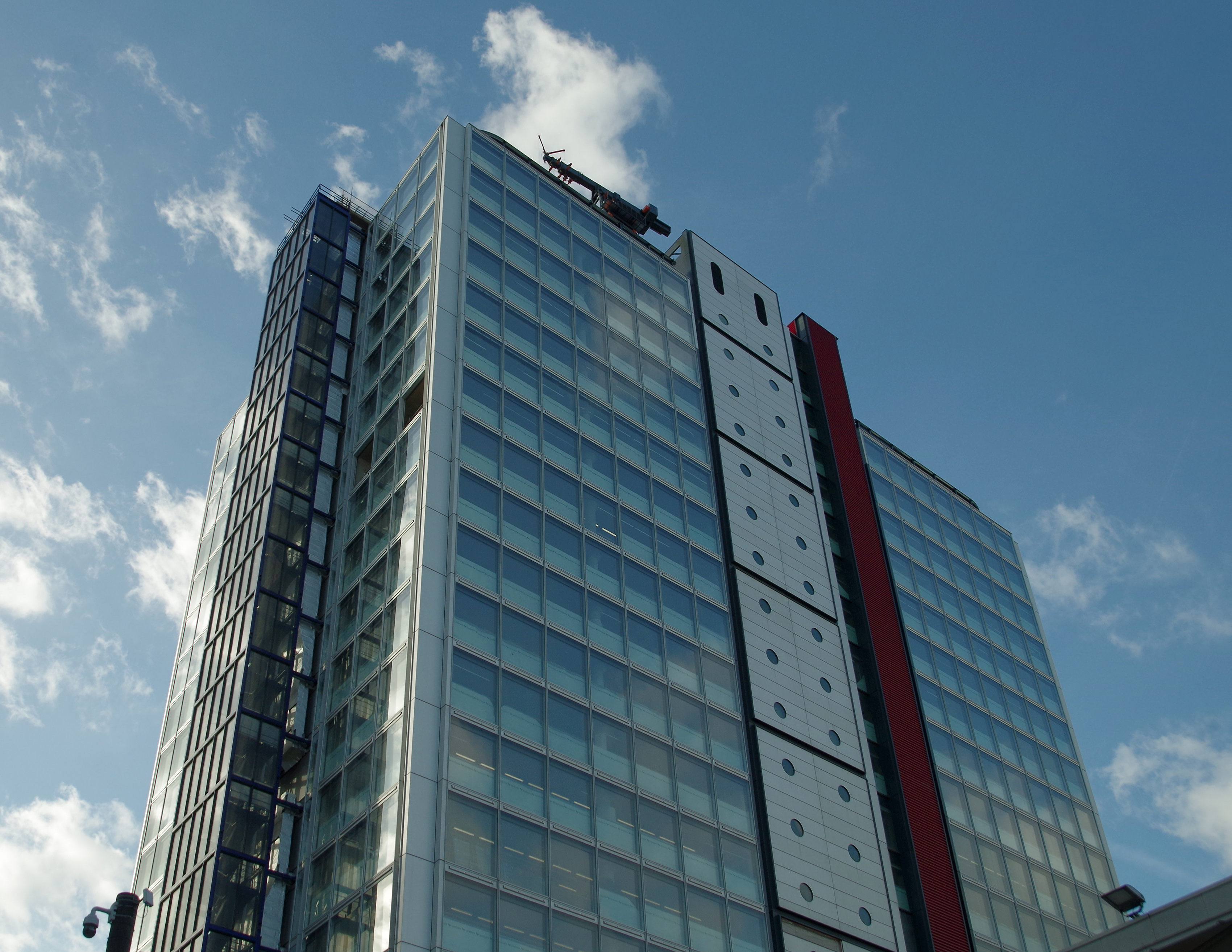
位於倫敦國際區的倫敦交通局總部大樓

倫敦交通局的鐵路網絡圖，包含了現有的、建築中和將會合併的路線。

1. 1 2   (PDF). Transport for London. 2008年5月  [2008-09-06]. （原始内容存档 (PDF)于2018-12-26）.
2. ↑  . Transport for London.   [2008-09-06]. （原始内容存档于2012-01-23）.

## 外部連結
- （英文） Transport for London（页面存档备份，存于） – 官方網站
  - （简体中文） 中文信息 （页面存档备份，存于）